# Grottes Schmerling
De Grottes Schmerling (ook: Grottes d'Engis) is een grottencomplex nabij Awirs in de Belgische gemeente Flémalle.
De grotten zijn vernoemd naar Philippe-Charles Schmerling, die de grotten in 1829 heeft onderzocht en er skeletdelen van de neanderthaler heeft gevonden, de eerste dergelijke vondst ter wereld. Pas in 1856, na de vondsten in Neandertal, werd de ware betekenis van dergelijke overblijfselen duidelijk. 
Om deze belangrijke ontdekking werden de grotten geklasseerd als patrimoine immobilier exceptionnel de la Région wallonne.
Er zijn diverse grotten, waarin diverse overblijfselen gevonden zijn van zowel neanderthalers, als van moderne mensen en van dieren. Enkele grotten zijn verdwenen door instortingen en aardverschuivingen, terwijl ook een naburige steengroeve één der grotten heeft doen verdwijnen.
De twee gevonden schedeldelen van neanderthalers staan bekend als Engis 1 en Engis 2. De grotten behoren echter tot de gemeente Flémalle. In 2021 kwam een betrouwbare datering van Engis 2 beschikbaar in de periode van 44.200 tot 40.600 cal B.P.

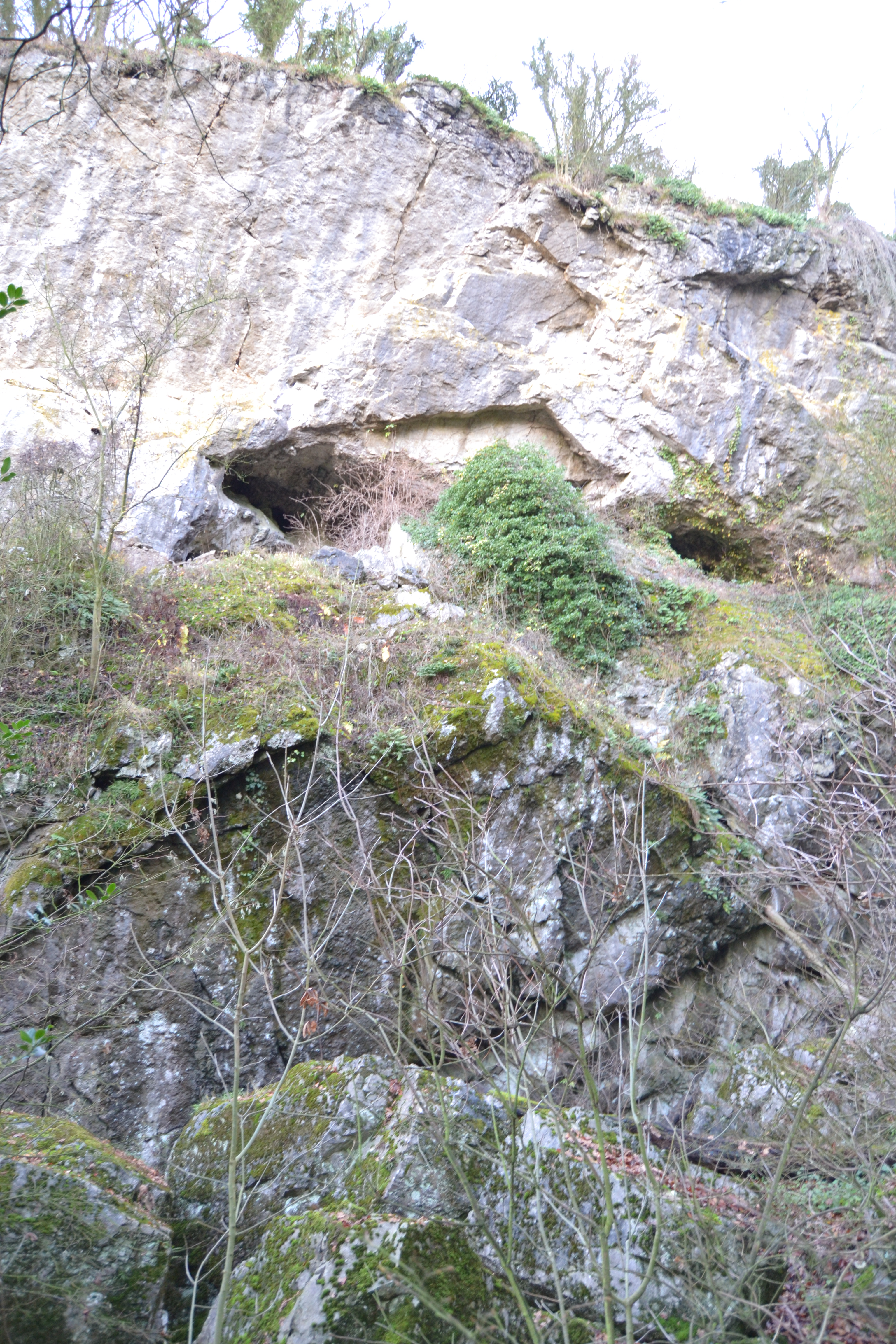
Twee grotingangen en daarbeneden een ingestorte grotingang